# Ernst Henze (Theologe)
Ernst Henze (* 13. September 1926 in Hannover; † 20. Februar 2008 in Bad Salzdetfurth) war ein lutherischer Theologe und Landessuperintendent für den Sprengel Hildesheim der Evangelisch-lutherischen Landeskirche Hannovers sowie Abt des Klosters Amelungsborn im Weserbergland.

## Leben und Wirken
Ernst Henze wurde 1926 in Linden bei Hannover also zweites Kind von vieren seinen Eltern, dem Lehrer Ernst Bruno Henze und seiner Frau Elisabeth Martha geb. Müller, geboren. Er studierte von 1948 bis 1952 an den Universitäten Münster und Göttingen Theologie. Von 1952 bis 1953 absolvierte er die Vikariatszeit in Jeinsen bei Pastor Günther und besuchte von 1953 bis 1955 das Predigerseminar in Imbshausen bei Northeim. Nach seiner Ordination wirkte er zunächst als Hilfspfarrer im landeskirchlichen Amt für Gemeindedienst in Hannover, bevor er dort 1956 zum Pastor der Landeskirche ernannt wurde. Von 1958 bis 1963 übernahm er die Gemeindepfarrstelle der Neustädter Kirche in der Stadt Hannover und avancierte 1963 zum Oberkirchenrat im Landeskirchenamtes Hannover der Evangelisch-lutherischen Landeskirche Hannovers, wo er zuletzt als Oberlandeskirchenrat tätig war.
Von 1969 bis zu seiner Emeritierung 1991 war er Landessuperintendent des Sprengels Hildesheim; in dieser Zeit predigte er in der St. Michaelis-Kirche in Hildesheim. Als Landessuperintendent war er Mitglied des Bischofsrates der Evangelisch-lutherischen Landeskirche Hannovers und Mitglied in den Leitungsgremien des Evangelisch-lutherischen Missionswerkes in Niedersachsen und der Diakonischen Werke Himmelsthür.
Im Jahr 1968 wurde er Konventuale des ehemaligen Zisterzienserklosters Amelungsborn und wirkte dort von 1989 bis 1996 als Abt dieses evangelischen Klosters im Landkreis Holzminden.
Er lebte zuletzt im niedersächsischen Bad Salzdetfurth. Sein Grab befindet sich auf dem Friedhof des Klosters Amelungsborn.

## Publikationen (Auswahl)
- Begreift ihr denn nicht? Betrachtungen zur Passion, 1983
- Tagesordnungspunkt Gebet, 1986
- als Hrsg.: Die Beichte, 1991
- Der Bettler als Zeuge. Besinnungen zum geistlichen Amt, 1993
- Kommt und seht. Zwölf Bildbetrachtungen zu den Fresken des Klosters Wienhausen, 1995
- Klosterpredigten, 2006